# Xã West Jersey, Quận Stark, Illinois
Xã West Jersey (tiếng Anh: West Jersey Township) là một xã thuộc quận Stark, tiểu bang Illinois, Hoa Kỳ. Năm 2010, dân số của xã này là 284 người.